# Алыбаев, Мидин
Мидин Алыбаев (7 ноября 1917, Чаек, Семиреченская область — 3 декабря 1959, Фрунзе) — киргизский советский поэт-сатирик, писатель

, драматург, публицист, переводчик, журналист. Член Союза писателей СССР (с 1939).

## Биография
Родился 7 июля 1917 года в селе Чаек (ныне - Жумгальский район, Нарынская область). Сын батрака.
В 1931 году окончил сельскую семилетнюю школу, в 1935 году — Фрунзенский педагогический техникум, затем год проучился на курсах комсомольских работников.
С 1936 по 1938 г. работал в редакции газеты «Ленинчил жаш».
В 1938—1940 годах служил в РККА. Участник советско-финляндской войны (1939—1940).
Во время Великой Отечественной войны и послевоенное время — сотрудник разных редакций республиканских газет и журналов.
Умер 3 декабря 1959 года в городе Фрунзе. Похоронен на Ала-Арчинском кладбище.

## Творчество
Творческую деятельность начал во время учёбы в техникуме. М. Алыбаев известен как один из лучших поэтов-сатириков. Он автор многих сатирических сборников «Ак чүч» («Неженка»), «Мидин» и др. Стихотворения поэта отличаются проникновенным лиризмом, остротой сатирического пафоса, умением сочетать традиции народной и профессиональной поэзии. В 1937 году вышел в свет первый поэтический сборник М. Алыбаева «Бактылуу жаштык» («Счастливая юность»).
Издал ряд рассказов, сказок, очерков, эпиграмм и фельетонов. Широко известна читателям его публицистическая поэма «Поэтический отчёт В. В. Маяковскому». Перу М. Алыбаева принадлежат пьесы «Случай на курорте», «Завещание Джантека», «Зоотехник Буйлаков» и др.
М. Алыбаев — один из лучших переводчиков на киргизский язык произведений А. С. Пушкина, М. Ю. Лермонтова, В. В. Маяковского и др.

Перо поэта-лирика Мидина Алыбаева приобрело навык, в основном, в военные и последующие годы. Шагая в ногу с жизнью, он написал стихотворения «Отцовское слово» («Ата сөзү»), «Знай, враг!» («Бил, душман!»), «Присяга» («Ант»), в которых призывал защитников Родины, идущих в смертный бой, оправдать отцовскую заповедь, выполнять присягу, с честью хранить почетное звание человека.— литературовед Л. А. Шейман

## Избранная библиография
На русском языке
- Разговор с современником: Сборник стихов. — Ф.: Киргизгосиздат, 1958. — 114 с.
- Как птицы спасли старый дуб: Сказка. — Ф.: Мектеп, 1980. — 12 с.

На киргизском языке
- Бактылуу жаштык: Ырлар жыйнагы. — Ф.: Кыргызмамбас, 1937. — 58 б.
- Ырлар жыйнагы. — Ф.: Кыргызмамбас, 1938. — 58 б.
- Жомокчу мерген. — Ф.: Кыргызмамбас, 1939. — 59 б.
- Ырлар жыйнагы. — Ф.: Кыргызмамбас, 1947. — 52 б.
- Жаңы ырлар. — Ф.: Кыргызмамбас, 1949. — 45 б.
- Акчүч: Сатиралар жана лирикалык ырлар. — Ф.: Кыргызмамбас, 1957. — 122 б.
- Эмне үчүн короз таң алдында чакырат?: Бөбөктөр үчүн. — Ф.: Кыргызокуупедмамбас, 1958. — 17 б.
- Эмне үчүн короз таң алдында чакырат?: Бөбөктөр үчүн. — Ф.: Кыргызокуупедмамбас, 1959. — 20 б.
- Эки бүркүт: Тестиер балдар үчүн. — Ф.: Кыргызокуупедмамбас, 1959. — 20 б.
- Чыгармаларынын бир томдугу. — Ф.: Кыргызмамбас, 1964. — 443 б.
- Ачылбаган кат: Аңгемелер, очерктер жана фелъетондор. — Ф.: Кыргызмамбас, 1964. — 261 б.
- Мергенчи. — Ф.: Кыргызмамбас, 1961. — 444 б.
- Жарык көрбөгөн каттары: Аңгемелер, очерк, сатира жана фельетон-дор. — Ф.: Кыргызмамбас, 1964. — 262 б.
- Кызыл жылдыз: Өспүрүмдөр үчүн ырлар — Ф.: Мектеп, 1971. — 63 б.
- Жомок: Мектеп жашына чейинки балдар үчүн. — Ф.: Мектеп, 1965. — 31 б.
- Тандалган ырлар. Түзгөн: сЖ.Кудайбергенова. — Ф.: Кыргызстан, 1967. −198 б.
- Жомокчу мерген: Аңгемелер. — Ф.: Мектеп, 1968. — 48 б.
- Пьесалар. — Ф.: Кыргызстан, 1972. −172 б.
- Жомокчу мерген: Аңгемелер жана сатиралар. — Ф.: Кыргызстан, 1974. — 222 б.
- Акчүч. — Ф.: Кыргызстан, 1975. — 21 б.
- Тандалган чыгармалар : Ырлар, сатиралар, эпиграммалар. — Ф.: Кыргызстан, 1977. — 207 б.
- Карыган дубду канаттуулар кантип сакташты. — Ф.: Мектеп, 1980. — 7 б.
- Ачылбаган кат: Аңгемелер, очерктер, сатиралар. — Ф.: Мектеп, 1982. — 224 б.
- Мидин: Ырлар, поэмалар, сатиралар. — Ф.: Кыргызстан, 1984. — 31ошл1 б.
- Ачылбаган кат: Аңгемелер жана сатиралар. — Ф.: Кыргызстан, 1987. — 200 б.
- Мидин: Ырлар жана поэмалар. — Б.: Кыргызстан, 1996. — 220 б.
- Медер: Ырлар. — Б.: Бийиктик, 2008. — 260 б.